# Balághát
Balághát (hindsky बालाघाट) je město v Madhjapradéši, jednom ze svazových států Indie. K roku 2011 v něm žilo přes čtyřiaosmdesát tisíc obyvatel. Nachází se v jihovýchodě Madhjapradéše přibližně 150 kilometrů jižně od Džabalpuru.